# Гронінген (Суринам)
Гронінген (нід. Groningen) - місто в Суринамі, адміністративний центр округу Сарамакка. Населення становить близько 3400 чоловік.
Розвиток Гронінгена як міста почалося тільки з 1960 року. Приблизно в цей час до Гронінгена побудували дорогу з Парамарибо. У місті розташовані адміністрація округу, поштове відділення, відділення поліції, філія Державного фонду хворих (SZF), плавальний басейн і футбольний стадіон. Є також кілька церков.